# Ophélie-Cyrielle Étienne

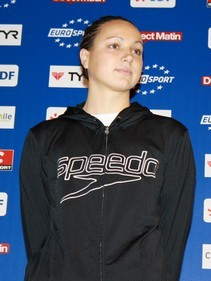
Ophélie-Cyrielle Étienne (2011)

Ophélie-Cyrielle Étienne (* 9. September 1990 in Wissembourg, Département Bas-Rhin) ist eine ehemalige französische Schwimmerin. Sie erhielt bei Olympischen Spielen und bei Weltmeisterschaften auf der 25-Meter-Bahn jeweils eine Bronzemedaille. Bei Europameisterschaften erschwamm sie auf der 50-Meter-Bahn dreimal Silber und zweimal Bronze und auf der 25-Meter-Bahn zweimal Bronze.

## Karriere
Die 1,75 Meter große Ophélie-Cyrielle Étienne schwamm für den Verein Dauphins du TOEC aus Toulouse.
Étiennes internationale Karriere begann 2006. Bei den Junioreneuropameisterschaften wurde sie Zweite über 100 Meter Freistil und Dritte über 200 Meter Freistil. Mit der 4-mal-100-Meter-Lagenstaffel gewann sie die Bronzemedaille. Anderthalb Monate später siegte sie bei den Juniorenweltmeisterschaften 2006 über 200 Meter Freistil sowie mit beiden Freistilstaffeln. Hinzu kam eine Silbermedaille über 200 Meter Rücken.
Zwei Jahre später bei den Olympischen Spielen in Peking erreichte die französische 4-mal-100-Meter-Freistilstaffel mit Céline Couderc, Alena Popchanka, Ophélie-Cyrielle Étienne und Malia Metella den sechsten Platz. Über 200 Meter Freistil schwamm Étienne die achtbeste Halbfinalzeit, als Neuntschnellste war Allison Schmitt aus den Vereinigten Staaten eine Hundertstelsekunde langsamer. Im Endlauf wurde Étienne zeitgleich mit der Australierin Bronte Barratt Siebte. Coralie Balmy, Ophélie-Cyrielle Étienne, Aurore Mongel und Camille Muffat wurden Fünfte in der 4-mal-200-Meter-Freistilstaffel.
2009 wurde Étienne bei den Mittelmeerspielen in Pescara Zweite über 200 Meter Freistil, Fünfte über 400 Meter Freistil und Dritte über 800 Meter Freistil. Die 4-mal-100-Meter-Freistilstaffel mit Malia Metella, Aurore Mongel, Hanna Shcherbalorgeril, Ophélie-Cyrielle Étienne, Mylène Lazare, Elodie Schmitt und Angela Tavernier, von denen drei nur im Vorlauf dabei waren, wurde genauso Zweite hinter den Italienerinnen wie die 4-mal-200-Meter-Freistilstaffel in der Besetzung Lara Grangeon, Margaux Fabre, Ophélie-Cyrielle Étienne und Sophie Huber. Bei den Weltmeisterschaften in Rom wurde Étienne Siebte über 400 Meter Freistil. Auch die französische 4-mal-200-Meter-Freistilstaffel mit Ophélie-Cyrielle Étienne, Coralie Balmy, Sophie Huber und Camille Muffat belegte den siebten Platz. In ihrem dritten Finale über 800 Meter Freistil schlug Étienne ebenfalls als Siebte an. Im Dezember 2009 bei den Kurzbahneuropameisterschaften in Istanbul gewann Ophélie-Cyrielle Étienne die Bronzemedaille sowohl über 400 Meter Freistil als auch über 800 Meter Freistil, wobei sie über 800 Meter nur 0,38 Sekunden vor der viertplatzierten Deutschen Isabelle Härle lag.
2010 bei den Europameisterschaften in Budapest belegte die 4-mal-100-Meter-Freistilstaffel mit Balmy, Étienne, Mongel und Muffat den siebten Platz. Über 800 Meter Freistil wurde Étienne Zweite hinter der Dänin Lotte Friis. Ebenfalls Silber erschwamm sie über 400 Meter Freistil hinter der Britin Rebecca Adlington. In der 4-mal-200-Meter-Freistilstaffel siegten die Ungarinnen mit zwei Zehntelsekunden Vorsprung vor Coralie Balmy, Ophélie-Cyrielle Étienne, Margaux Farrell und Camille Muffat. Vier Monate später bei den Kurzbahnweltmeisterschaften in Dubai siegte die chinesische 4-mal-200-Meter-Freistilstaffel vor den Australierinnen. Muffat, Balmy, Mylène Lazare und Étienne wurden Dritte mit neun Hundertstelsekunden Vorsprung vor dem Quartett aus den Vereinigten Staaten. Im Sommer 2011 bei den Weltmeisterschaften in Shanghai gewann die 4-mal-200-Meter-Freistilstaffel aus den USA vor den Australierinnen und den Chinesinnen. Viereinhalb Sekunden dahinter erreichten Muffat, Balmy, Charlotte Bonnet und Étienne als Vierte das Ziel.
Im Mai 2012 fanden die Europameisterschaften in Debrecen statt. Über 200 Meter Freistil siegte die Italienerin Federica Pellegrini mit fast anderthalb Sekunden Vorsprung vor der Deutschen Silke Lippok, vier Hundertstelsekunden dahinter wurde Étienne Dritte mit 0,16 Sekunden Vorsprung vor der zweiten Italienerin Alice Mizzau. Über 400 Meter Freistil hatten Coralie Balmy als Siegerin und die zweitplatzierte Spanierin Mireia Belmonte über zwei Sekunden Vorsprung vor Étienne, die ihrerseits 0,25 Sekunden vor der viertplatzierten Ungarin Éva Risztov anschlug. Bei den Olympischen Spielen 2012 in London schwamm Étienne im Vorlauf über 200 Meter Freistil die 18. Zeit und schied damit aus. Die französische 4-mal-200-Meter-Freistilstaffel mit Étienne, Margaux Farrell, Mylène Lazare und Camille Muffat erreichte die fünftschnellste Vorlaufzeit. Im Finale waren Muffat, Charlotte Bonnet, Étienne und Coralie Balmy über fünf Sekunden schneller als die Vorlaufstaffel und wurden Dritte hinter dem US-Team und den Australierinnen. Alle sechs beteiligten Französinnen erhielten eine Bronzemedaille
Étienne war noch einige Jahre aktiv. Mit der französischen 4-mal-200-Meter-Freistilstaffel belegte sie den fünften Platz bei den Europameisterschaften 2014 und den achten Platz bei den Weltmeisterschaften 2015. Nachdem sie sich 2016 nicht für ihre dritte Olympiateilnahme qualifizieren konnte, endete ihre internationale Karriere.